# Townhouse Gallery
La Townhouse Gallery è un centro espositivo egiziano situato nella città de Il Cairo.

## Storia
La Townhouse si trova nel centro della città del Cairo ed è costituita da un edificio a tre piani e da un ex-magazzino ristrutturato di 650 metri quadrati. È stata fondata nel 1998 come uno spazio per l'arte indipendente e non-profit con l'obiettivo di rendere l'arte contemporanea accessibile a tutti senza compromettere la pratica creativa.
La Townhouse supporta il lavoro artistico attraverso mostre, residenze per artisti e curatori, iniziative educative e programmi di sviluppo. Stabilendo legami locali e internazionali e diversificando sia il pubblico che i professionisti dell'arte contemporanea, la Townhouse cerca di supportare ed espandere la conoscenza, il riconoscimento e la pratica dell'arte contemporanea in Egitto e nelle zone limitrofe.

## Programmazione
Ogni anno vengono organizzate 12 mostre che presentano il lavoro di giovani artisti emergenti accanto ad artisti riconosciuti a livello internazionale.
La Townhouse ha lanciato numerosi eventi su larga scala a cominciare dal Nitaq Festival nel 1999 e PhotoCairo primo festival in Egitto esclusivamente dedicato alla fotografia e al video lanciato nel 2002.
Fin dai suoi inizi la Townhouse ha cercato di rendere l'arte accessibile ai diversi gruppi della società, utilizzandola come potente mezzo per l'integrazione e la comprensione. I programmi di sviluppo della galleria offrono workshop per adulti e bambini.
La galleria collabora con istituzioni e professionisti dell'arte sia regionalmente che internazionalmente per creare mostre, condividere risorse e facilitare gli scambi.
Ogni anno, diversi artisti internazionali svolgono qui il loro periodo di residenza durante il quale spesso organizzano workshops. Nel 2009 la Townhouse lancia il Rooftop Studio Project, un programma di residenza locale per artisti egiziani in cerca di uno spazio di lavoro. La galleria sta ampliando la possibilità di residenza anche a curatori e scrittori con lo scopo di dare alle pratiche interdisciplinari un'opportunità per emergere e sostenersi in maniera indipendente.

## Mostre ed eventi
La mostra Knowledge is sweeter than honey, drawing- installation- sculpture, del 2007, riflette l'esperienza di vita di Susan Hefuna all'interno di due culture.
On a better day then this di Basim Magdy del 2008, è il culmine di un lavoro durato sei anni in cui l'artista investiga i problemi riguardanti la realizzazione umana e la loro rappresentazione nella cultura globale, nei media e nella finzione.
This is not Graffiti è una delle prime esposizioni artistiche legate alla proliferazioni di graffiti urbani in seguito agli eventi sociopolitici egiziani del 2011 che hanno portato alla destituzione del presidente Hosni Mubarak

## Residenze
Il progetto di residenze della Townhouse viene fondato nel 2002 per dare agli artisti la possibilità di lavorare in studio all'interno del contesto urbano de Il Cairo. Ospita inoltre un programma di residenze per artisti palestinesi in collaborazione con l'AM Quattan Foundation e per artisti giordani in collaborazione con l'Al Makan Art Association.

## Artisti
Ahmed Askalany, Amal Kenawy, Amina Mansour, Amre Heiba, Basim Magdy, Barry Iverson, Ayman Ramdan, Doa Aly, Hala Elkoussy, Huda Lutfi, Jihan Ammar, Lara Baladi, Maha Maamoun, Martin Mcinally, Mohamed Sarkawy, Nader Sadek, Nermine Hammam, Omar Ghayyatt, Osama Dawod, Rana El Nemer, Rehab El Sadek, Sabah Naim, Scott Baily, Shady El Noshokaty, Susan Hefuna, Tarek Zaki, Wael Shawky, Yasser Gerab, Youssef Nabil, Khaled Hafez.